# أغاني الحقيبة
اغاني الحقيبة مصطلح «حقيبة الفن» على الغناء في تلك الحقيبة من مراحل الغناء السوداني نسبة إلى كلمة حقيبة وهي ترجع في الأصل إلى أن كل من المغنين والعازفين كانو يحملون معداتهم في حقائب عند توجهم لإقامة حفل معين حيث عرف الناس هذه الحقيبة الوعاء بحقيبة الفن

## التسمية
حقيبة الفن اسم راسخ في وجدان الشعب السوداني كمفهوم لأغاني حقبة معينة وثرة من تاريخ الغناء واستمرت من العقد الثاني 1910 إلى بداية العقد الخامس 1940 من القرن الماضي بالسودان

## التاريخ

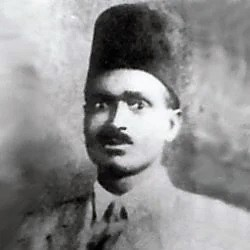
خليل فرح/من شعراء الحقيبة

من عام 1918م الي اواسط الأربعينات قد عرفت بهذا الاسم الخالد نسبة للحقيبة التي كان يحملها الاعلامي أحمد محمد صالح وبداخلها الاسطوانات التي كانت تحوي هذه الاغنيات ليعمل علي تقديمها عبر الاذاعه السودانيه *** هنا امدرمان***
وليس كماهو مغلوط وكثير من الناس بان كلمة الحقيبة قد أطلقت علي هذا اللون من الغناء في فترة لاحقه وحديثه نسبة لتاريخ هذا الفن وان مصدرها في الغالب هو كلمة حقبه من الزمن

## شعراء الحقيبة
- وهناك شعراء للحقيبة امثال:
- خليل فرح
- عبد الرحمن الريح
- سيد عبد العزيز
- عبيد عبد الرحمن عتيق
- عمر البنا
- محمد علي الأُمِّي
- علي المساح [2]

## أشهر الأغاني
- دوباى - الطيب محمد الطيب
- مجنون عزة( عازة في هواك )  - خليل فرح والتجانى حسن 1998
- الموسيقي السودانية - جمعة جابر
- نفثات اليراع - محمد عبد الرحيم
- ديوان ود الرضى - الجزء الأول والثانى- الطيب محمد الرضى 1989
- ديوان خليل فرح - تحقيق على المك 1977
- ديوان سيد عبد العزيز - انة المجروح 1998
- ديوان عبيد عبد الرحمن -رسائل 1999
- ديوان عبيدعبد الرحمن - غزال البر 1999
- قبسات من شعر الحقيبة - على محمود على (الترزى) 2005
- عناق الاشرعة مابين خليل فرح وسيد درويش - عبد الهادى الصديق
- روائع حقيبة ام درمان - الجقر 2005[1]